# 율 (불교)
율(律, vinaya)이란 '제거(除去)', 즉 악행(惡行)을 제거하는 훈련·규율을 뜻하는 것으로서 불제자(佛弟子)들이 악행을 할 때마다 부처가 그 행위의 금지와 벌칙을 규정하게 되는데 그것이 후일 모여 율장(律藏)으로 조직화된 것이다.
율이란 명칭은 일찍이 기원전 3세기에 아쇼카왕의 법칙(法勅)에 나타나 있으며, 율장은 비교적 많은 부파(部派)에 의해 전해지게 되었다. 율은 일반적으로 계율이라고 불리며 불제자들의 수행상 규칙과 불교 교단의 교단 규칙을 뜻하는데, 계와 율은 본래 별도의 것으로서 계가 규율을 지키려고 하는 자발적·내면적인 마음의 작용인 데 대하여 율은 타율적(他律的)·외면적인 생활규범으로서 불교교단의 성립·확대와 함께 교단의 질서를 유지하고자 하는 필요성에서 생겨난 규칙과 이를 위반했을 때의 벌칙규정을 가리키는 것이다. 그러나 실제로는 규율과 그것을 지키려는 마음은 불가분(不可分)의 관계에 있기 때문에 양자가 결합되어 계율로 쓰이는 경우가 많다.

## 같이 보기
- 계
- 악행

## 참고 문헌
- 이 문서에는 다음커뮤니케이션(현 카카오)에서 GFDL 또는 CC-SA 라이선스로 배포한 글로벌 세계대백과사전의 내용을 기초로 작성된 글이 포함되어 있습니다.